# John Sebright, VII baronetto
Sir John Saunders Sebright (St. James's, 23 maggio 1767 – Turnham Green, 15 aprile 1846) è stato un politico inglese.

## Biografia
Nato il 23 maggio 1767 in Sackville Street a St. James's, era il figlio maggiore di John Sebright, VI baronetto e Sarah Knight, figlia di Edward Knight, entrambi provenienti da Wolverley, nel Worcestershire. Suo padre morì nel marzo 1794 e John ereditò il titolo.
John prestò servizio per un breve periodo nelle Foot Guards e fu assegnato allo staff di Lord Amherst. Fu eletto deputato nell'Hertfordshire l'11 maggio 1807 e continuò a rappresentare la contea fino alla prima riforma del parlamento. Fu nominato anche Alto Sceriffo dell'Hertfordshire tra il 1797 e 1798. Comandò il battaglione occidentale della milizia locale dell'Hertfordshire, quando fu allevato a St Albans nel 1808.

## Lavoro di parlamentare
Sebright negava ogni legame con un partito, ma generalmente stava dalla parte dei Whigs. Fu un forte sostenitore dell'economia nell'amministrazione, dell'abolizione delle sinecure e degli uffici non necessari e della riduzione delle imposte indirette. In linea di principio era quindi un liberista.
In qualità di agricoltore pratico, proprietario di terreni in tre contee, Sebright, il 17 dicembre 1830, espresse la sua opinione contro qualsiasi appezzamento di terreno più grande di un orto, ma, sin da subito, si rese disponibile per tentare un esperimento su scala più ampia.
Quando il 1º marzo 1831 Lord John Russell chiese il permesso di presentare il primo Reform Act, Sebright, come membro indipendente, appoggiò la mozione, sostenendo questo e i successivi progetti di riforma. Il 17 dicembre 1832 si ricandidò nell'Hertfordshire al primo parlamento riformato e, nonostante fosse in testa alle classifiche, ritirò quasi subito la sua candidatura.

## Morte ed eredità
Morì il 15 aprile 1846 a Turnham Green e fu sepolto a Flamstead. Un suo ritratto è stato inciso da S. Reynolds. Costruì e dotò una scuola a Cheverell's Green e creò una serie di ospizi che potevano ospitare fino sedici poveri vicino ad una parrocchia a Flamstead, Hertfordshire, dove si trovavano, ancora oggi, alcune proprietà della famiglia. Il pollo di razza Sebright, da lui creato, prende proprio il suo nome ed è ancora oggi una razza di pollo popolare.

## Opere
Nel 1809 pubblicò una lettera a Sir Joseph Banks intitolata The Art of Improving the Breeds of Domestic Animals. Sebright fu anche autore di Observations on Hawking, Describing the mode of breaking and managing several kinds of hawks used in falconry e Observations upon the Instinct of Animals. Charles Darwin ha commentato l'abilità pratica di Sebright come allevatore nel The Variation of Animals and Plants Under Domestication.

## Famiglia
John sposò il 6 agosto 1793 Harriet Crofts, figlia di Richard Crofts di West Harling, Norfolk. Lei morì nell'agosto 1826, dopo aver messo alla luce nove figli:
- Sir Thomas Gage Saunders Sebright (8° baronetto).
- Frederica Anne Sebright.
- Emily Sebright.
- Caroline Sebright.
- Frances Elizabeth Sebright.
- Sophia Sebright.
- Mary Anne Sebright.
- Ottavia Elinor Sebright.
- Gertrude Sebright.[4]